# Quítxua de Puno
El quítxua de Puno (punu qhichwa simi) és una branca dialectal del quítxua-IIC parlada al Perú meridional, al departament de Puno. La seva parla és molt pròxima al qual es troba en el nord de La Paz a Bolívia.
Pertany al grup C o quítxua meridional del Quítxua II. És una subvariante del quítxua meridional. Incorpora les consonants oclusives aspirades i glotalitzades procedents de l'aimara.

## Nombre de parlants
Segons Ethnologue el 2002 tenia 500.000 parlants, d'ells 100.000 monolingües en les jurisdiccions de les províncies de:
- Azángaro
- Carabaya
- Melgar
- Lampa
- San Román
- San Antonio de Putina
- Sandia
- Puno (districtes de : Coata, Huatta, Capachica, Amantaní, Hatuncolla, Sant Antoni, Puno, Mañazo, Vilque, Tiqillaca i Paucarcolla)
- Huancané (districtes de: Huatasani, Pusi, Taraco, i Huancané)
- vila San Juan

### Lèxic diferenciat
Encara que el ministeri d'educació del Perú inclou al quítxua de Cusco i al quítxua de Pino en una sola macrovariant, en la pràctica el quítxua puneño presenta uns certs trets que el diferencien del primer, per exemple en variació del lèxic:
| Glossa      | Quítxua chanca | Quítxua de Cusco | Quítxua de Puno |
| ----------- | -------------- | ---------------- | --------------- |
| Callar-se   | Upallay        | Upallay          | Hup'allay       |
| Dia de demà | Paqarin        | Paqarin          | Qaya            |
| Entrar      | Yaykuy         | Haykuy           | Waykuy          |
| Fràgil      | Qapya          | Qhapra           | Qhapya          |
| Terra       | Allpa          | Allpa/Hallp'a    | Hallp'a         |

## Obres
- Arenga a Bolivar (José Domingo Choquehuanca)
- Poemario (Gamaliel Churata)